# Another World
Az Another World Brian May második teljes szóló stúdióalbuma 1998-ból. Az utolsó Queen-album után vették fel a dalokat. Angliában június 1-jén, Amerikában pedig szeptember 15-én adták ki.

## Az album dalai
1. "Space" (May)
2. "Business" (May)
3. "China Belle" (May)
4. "Why Don't We Try Again" (May)
5. "On My Way Up" (May)
6. "Cyborg" (May)
7. "The Guv'nor" (May)
8. "Wilderness" (May)
9. "Slow Down" (Williams)
10. "One Rainy Wish" (Jimi Hendrix)
11. "All The Way From Memphis"(Ian Hunter)
12. "Another World" (May)

## Közreműködők
- Brian May – Gitár/Vokál
- Cozy Powell – Dob
- Neil Murray – Basszusgitár
- Spike Edney – Billentyűsök
- Jamie Moses – Gitár
- Steve Ferrone – Dob
- Shelly Preston – Háttérvokál
- Nikki Lowe  – Háttérvokál
- Cathy Porter – Háttérvokál
- Becci Glover – Háttérvokál